# Behörde für Schule, Familie und Berufsbildung

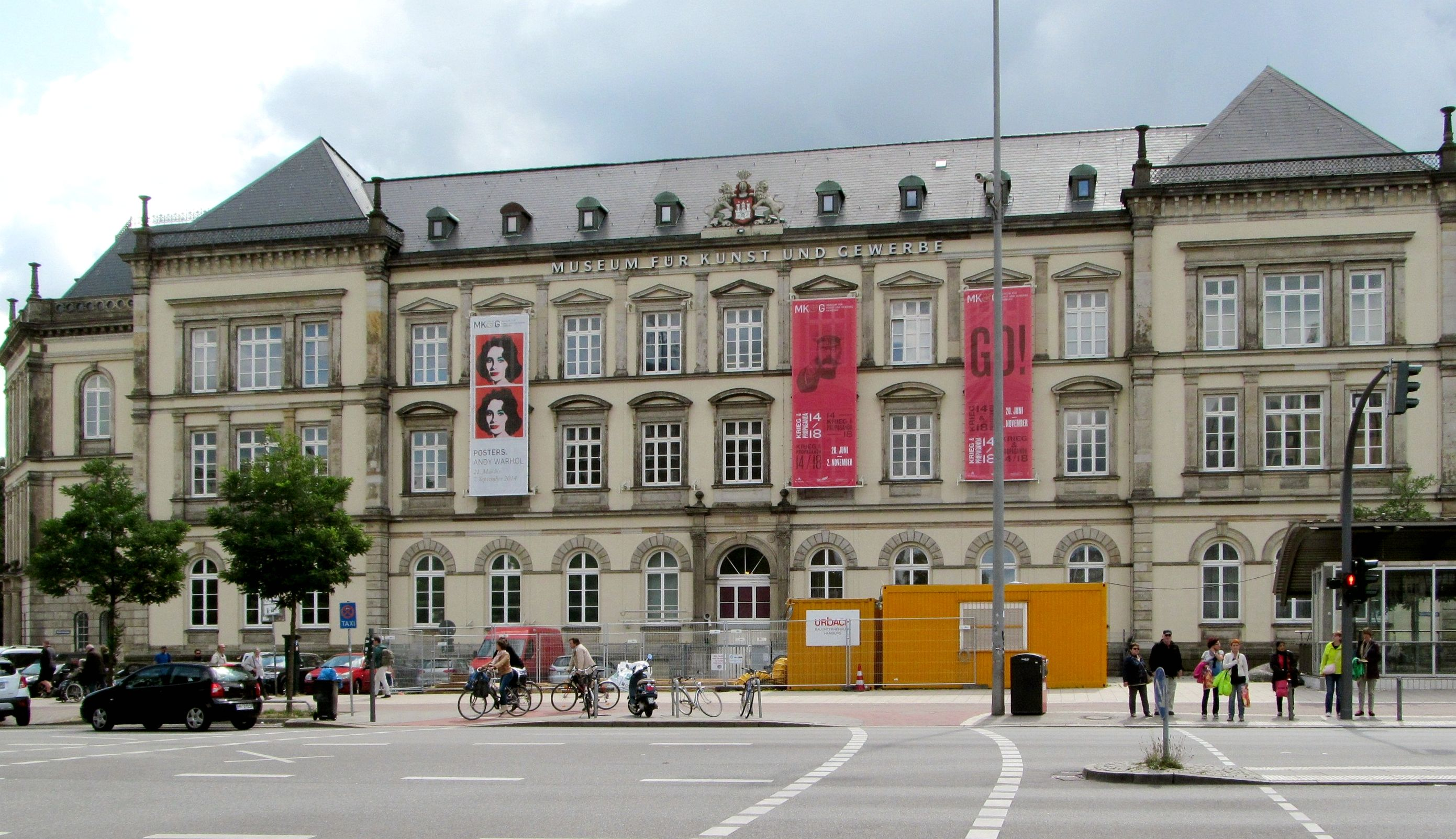
Erster Behördensitz ab 1875: Nordflügel des heutigen Museums für Kunst und Gewerbe

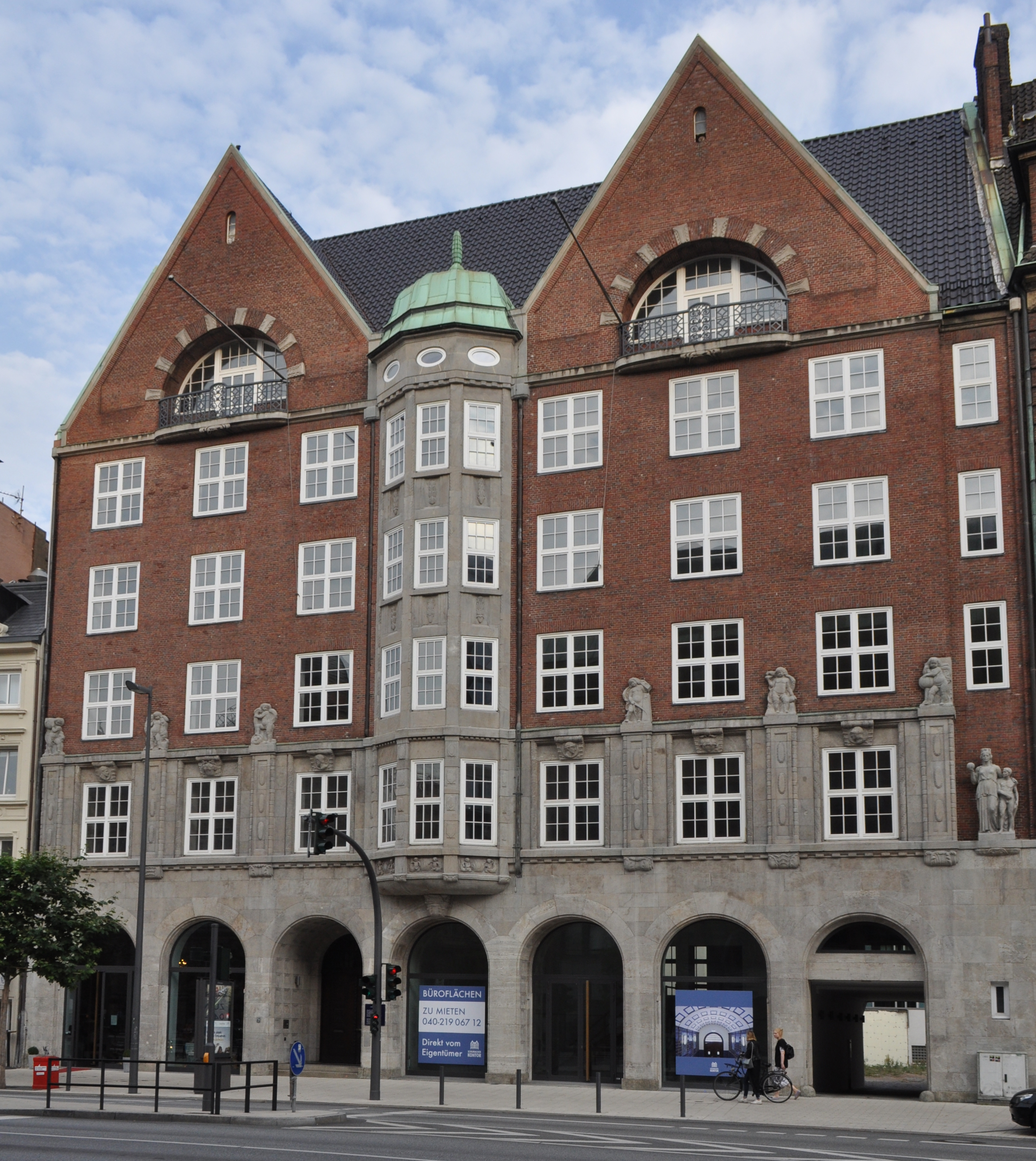
Die von Fritz Schumacher von 1911 bis 1913 erbaute ehemalige Oberschulbehörde in der Dammtorstraße 25.

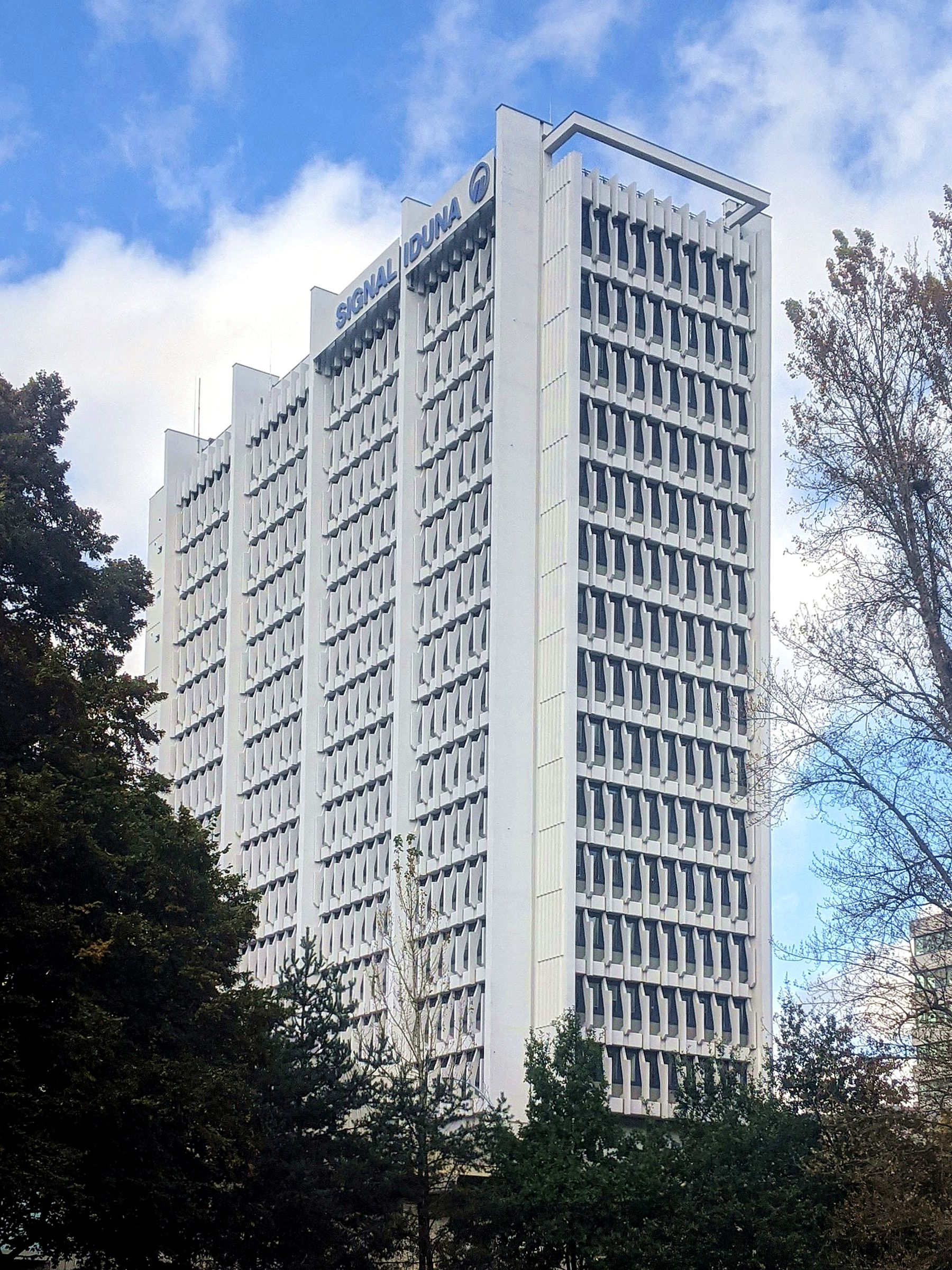
Heutiger Behördensitz in der Hamburger Straße 31.

Die Hamburger Behörde für Schule, Familie und Berufsbildung (in der Abkürzung BSFB) ist eine von elf Fachbehörden des Senats der Freien und Hansestadt Hamburg und zuständiges Ministerium für die Bildungs- und Familienpolitik der Hansestadt. Die Behörde hat ihren Hauptsitz in der Hamburger Straße 31 in Barmbek-Süd. 
Derzeitige Senatorin und Präses der Behörde für Schule, Familie und Berufsbildung ist seit dem 17. Januar 2024 Ksenija Bekeris (SPD).

## Geschichte
Seit der Reformation und der Bugenhagenschen Kirchenordnung von 1529 gab es mit dem Scholarchat – bestehend aus den 5 Hauptpastoren, 5 Senatoren und 15 Oberalten – ein städtisches Aufsichtsgremium für das hamburgische Schulwesen. Allerdings beschränkte sich dessen Aufsichtstätigkeit de facto auf das Johanneum, während die Hauptpastoren zusätzlich Visitationen an den übrigen Privat- und Armenschulen ihres jeweiligen Kirchspiels vornahmen. Die Aufsicht über die Schulen im Hamburger Landgebiet führten die jeweils zuständigen Landherren.
Durch das Unterrichtsgesetz vom 11. November 1870 wurde eine neue Oberschulbehörde geschaffen, die sich in vier Sektionen (1. Wissenschaftliche Anstalten, 2. Höhere Schulen einschließlich Privatschulen, 3. Volksschulen einschließlich Lehrerseminare, 4. Landschulwesen) gliederte. Bis 1914 war die Behörde auch für das Gewerbeschulwesen zuständig, das danach in eine eigene Berufsschulbehörde ausgegliedert wurde. Nach der Gründung der Universität Hamburg wurde 1921 auch die bisherige Sektion 1 in die neu geschaffene Hochschulbehörde überführt. Unter dem Eindruck der Weltwirtschaftskrise und der daraus resultierenden öffentlichen Finanznot wurden 1931 zunächst Oberschul- und Berufsschulbehörde wieder zur Landesschulbehörde und diese wiederum 1933 mit der Hochschulbehörde zur Landesunterrichtsbehörde vereinigt.
Nach dem Zweiten Weltkrieg wurde die Behörde dann zunächst unter dem Namen Schulbehörde weitergeführt und behielt bis zur Schaffung einer eigenen Wissenschaftsbehörde 1971 auch weiterhin die Zuständigkeit für die Hochschulen. Zeitweilig umfasste sie außerdem die Bereiche Jugend und Sport, was sich zum Teil auch in wechselnden Amtsbezeichnungen niederschlug. 2007 wurde die Aufsicht über das Berufsschulwesen in einen eigenständigen Landesbetrieb, das Hamburger Institut für Berufliche Bildung, ausgegliedert.
2025 wurde der Bereich Familie aus der bisherigen Sozialbehörde in die Schulbehörde überführt. 

## Organisation

### Behördenleitung
Senatorin und Präses der Behörde für Schule, Familie und Berufsbildung ist Ksenija Bekeris (SPD). Staatsrätin für Schule und Berufsbildung ist Katharina von Fintel (SPD), Staatsrätin für Familie und Jugend ist Michaela Peponis (parteilos).
- Senatorinnenbüro (S1)
- Präsidialabteilung (PA)
- Innenrevision (IR)

### Amt für Bildung
Amtsleitung und zugleich Landesschulrat: Thorsten Altenburg-Hack (B)
- Abteilung Schulaufsichten der Bezirke, Schulaufsichten für Sonderschulen, Schulen in freier Trägerschaft, Abendschulen, Projekt 23+ Starke Schulen, Aufsicht externe Prüfungen, Neustrukturierung B-Verwaltung (B 1)
- Schulorganisation, Personalorganisation der Schulen, Schulstandortplanung, ganztägige Bildung, Bildung in der Region (B 2)
- Abteilung Grundsatz und Internationales, Gestaltung, Unterrichtsentwicklung (B 3)
- Abteilung Inklusive Bildung (B 4)

### Amt für Verwaltung
Amtsleitung: Ralf Staack (V), Beauftragter für den Haushalt der BSB
- Abteilung für Digitalisierung und Transformation (V D)
- Abteilung Finanzen und Zentrale Dienste (V 2)
- Rechtsabteilung (V 3)
- Personalabteilung (V 4)
- Schulentwicklungsplanung und Schulimmobilienmanagement (V 5)

### Amt für Familie
Amtsleitung: Dirk Bange
- Managementunterstützung (FS 1)
- Gestaltung der Jugendhilfe (FS 2)
- Familie und Kindertagesbetreuung(FS 3)
- Überregionale Förderung und Beratung (FS 4)
- Familieninterventionsteam (FS-FIT)
- Qualitätsmanagement in der Jugendhilfe (FS QJ)
- Koordinierungsstelle Urbanes Leben (FS KU)

## Einrichtungen und Landesbetriebe
- Hamburger Institut für Berufliche Bildung (HIBB)
- Hamburger Volkshochschule (VHS)
- Institut für Bildungsmonitoring und Qualitätsentwicklung (IfBQ)
- Jugendinformationszentrum (JIZ)
- Kulturring der Jugend (KdJ)
- Landesinstitut für Lehrerbildung und Schulentwicklung (LI)
- Landeszentrale für politische Bildung Hamburg
- Schulinformationszentrum (SIZ).
- Berufliche Hochschule Hamburg (BHH)[8]